# Microhoria paykullii
Microhoria paykullii là một loài bọ cánh cứng trong họ Anthicidae. Loài này được Gyllenhal miêu tả khoa học năm 1808.